# پروتستانتیسم در ایالات متحده آمریکا

نقشه فوق مذهب دارای بیشترین پیروان در هر ایالت را به سال ۲۰۱۴ نشان می دهد. در ۴۳ تا از ۵۰ ایالت، پروتستانتیسم دارای بیشترین پیروان در ایالات بوده است.
پروتستانتیسم
۷۰ - ۷۹%
۶۰ - ۶۹%
۵۰ - ۵۹%
۴۰ - ۴۹%
۳۰ - ۳۹%
کاتولیسیزم
40 - 49%
30 - 39%
مورمونیسم
50 - 59%
بدون وابستگی دینی
30 - 39%

پروتستانتیسم مذهب بزرگ‌ترین گروه مسیحی در ایالات متحده آمریکا است که با شاخه‌هایش حدود نیمی از جمعیت کشور یا ۱۵۰ میلیون نفر را شامل می‌شود. این عدد حدود ۲۰ درصد از جمعیت پروتستان در جهان است که آمریکا را دارای بیشترین پروتستان در میان کشورهای جهان کرده‌است. بپتیست‌ها حدود یک‌سوم پروتستان‌های آمریکا را تشکیل می‌دهند. کنوانسیون بپتیست جنوبی بزرگ‌ترین شاخه از پروتستان‌های آمریکا هستند که یک‌دهم پروتستان‌های این کشور را تشکیل می‌دهند.